# Корнійчук Олександр Степанович
Олександр Корнійчук (нар. 13 серпня 1983, Київ) — український футболіст, універсальний гравець пляжного футболу, один з основних гравців збірної України з пляжного футболу.
Футбольний старт взяв у 6 років, коли батьки відвели до школи «Динамо».  Першим тренером був Островський Леонід Альфонсович. До 13 років старанно тренувався в «Динамо», а потім перейшов у команду «Металіст».  Випускався в команді «Локомотив», де тренером був Дмитренко Петро Андрійович.

## Професіональний футбол

### Футзал
У міні-футбол грає з 2004 року за київські команди «Інтеркас», «Метрополітен», «Планета Мост». Ставав переможцем Вищої ліги три роки підряд з 2011 по 2013 рік у складі команд «BeerBerry» та «Білуга».

### Пляжний футбол
З 2006 року в складі київської «Нової Ери» брав участь у чемпіонаті України.
2009 року запрошений до складу збірної команди України на чемпіонат Європи-відбірковий турнір УЄФА до чемпіонату світу з пляжного футболу. Чемпіон Європи 2010, учасник чемпіонату світу 2011 та інших турнірів.
У сезоні 2013 року виступав одночасно за київський клуб «Євроформат» і ПФК «Динамо» (Москва).

## Освіта, особисте життя
Закінчив Національний університет фізичного виховання і спорту України. Одружений.